# Unentgeltliche Rechtspflege
Unter unentgeltlicher Rechtspflege (URP) (auch: unentgeltliche Prozessführung) versteht man im schweizerischen Recht die Befreiung von Prozesskosten bei Bedürftigkeit, unter bestimmten Voraussetzungen auch die Bezahlung eigener Anwaltskosten. Sie ist vergleichbar mit der deutschen Prozesskostenhilfe und der Verfahrenshilfe in Österreich und Liechtenstein.